# MP1
MPEG-1 Audio Layer I (звичайно пишеться скорочено — MP1) — один із трьох аудіо кодеків стандарту MPEG-1. Підтримується більшістю медіаплеєрів, зокрема Winamp (на платформах Windows i Mac OS) та XMMS. Файли, що містять аудіо MP1 містять розширення .mp1.
Сьогодні[коли?] цей формат вважається застарілим, і заміщується новішими MP2 та MP3.